# پایش سلامت سازه‌ای
پایش سلامت سازه‌ای (به انگلیسی: Structural Health Monitoring) سامانه‌ای نوین از حس‌گرها است که بر اساس فیبر نوری در در دو دهه اخیر در ارتباطات مورد بهره‌برداری قرار گرفته‌است. این فناوری برای اندازه‌گیری پیوسته و ارزیابی به‌موقع زیرساخت‌های شهری مانند پل‌ها، ساختمان‌ها، تونل‌ها، خط لوله‌ها، توربین‌ها، زیرساخت راه‌آهن و ساختارهای ژئوتکنیک ای بکار می‌رود.
مزیت این حس‌گرها در کوچک بودن اندازه، سبکی و ایمن بودن به تداخل الکترومغناطیسی و قابلیت جای‌گیری آنها است. این فناوری در دو دهه اخیر بسرعت در حال گسترش است.
وضعیت یک سازه، اجزای تشکیل دهنده و تمامی بخش‌های آن، می‌بایست در دامنهٔ تعریف شده قرار داشته باشد. وظیفهٔ حس‌گرها، پالایش لحظه به لحظهٔ بخش‌های گوناگون و کلیت سازه است. هرچند عواملی مانند کهنه شدن، تغییرات محیطی یا اتفاقات تصادفی این ویژگی‌ها را تغییر می‌دهد، داشتن تاریخچه پایگاه داده ای به بهبود پایش کمک کرده و عمر باقی‌مانده آن سازه را معین خواهد کرد.